# 開心栄
開心 栄（かいしん さかえ / えい、1901年12月12日 - 没年不明）は、新潟県燕市出身で宮城野部屋に所属した元大相撲力士。本名は野沢 国栄。最高位は十両8枚目。

## 経歴
宮城野部屋に入門し、1917年5月、初土俵を踏む。1924年5月、「弥彦山」の四股名で十両に昇進したが、1勝5敗と負け越し、幕下に落ちた。「開心」に改名後の1927年10月再十両、この場所も2勝5敗4休と負け越し、再び幕下に落ちた。1930年5月に十両復帰。この場所と翌10月場所も続けて負け越し、幕下に落ちた後の1933年5月に廃業した。

## 成績
- 番付在位場所数：45場所
- 十両在位：6場所
- 十両成績：14勝32敗1分
- 各段優勝：幕下優勝1回

### 場所別成績
| 1917年 （大正6年） | x                  | x                     | 東序ノ口43枚目 –        | x                |
| 1918年 （大正7年） | 東序二段59枚目 –   | x                     | 西序二段40枚目 –        | x                |
| 1919年 （大正8年） | 東序二段3枚目 –    | x                     | 東三段目57枚目 –        | x                |
| 1920年 （大正9年） | 西三段目17枚目 –   | x                     | 東三段目26枚目 –        | x                |
| 1921年 （大正10年） | 西三段目38枚目 –   | x                     | 西三段目筆頭 –          | x                |
| 1922年 （大正11年） | 西幕下22枚目 –     | x                     | 東幕下28枚目 –          | x                |
| 1923年 （大正12年） | 東幕下5枚目 3–2–5  | x                     | 西幕下6枚目 3–3         | x                |
| 1924年 （大正13年） | 西幕下6枚目 3–2    | x                     | 西十両8枚目 1–5         | x                |
| 1925年 （大正14年） | 西幕下筆頭 3–2 1分 | x                     | 西十両13枚目 2–3 1分    | x                |
| 1926年 （大正15年） | 西十両14枚目 2–4   | x                     | 東幕下17枚目 –          | x                |
| 1927年 （昭和2年） | 西幕下5枚目 1–5    | 西幕下5枚目 3–3       | 東幕下23枚目 –          | 東十両12枚目 2–5 |
| 1928年 （昭和3年） | 西幕下12枚目 3–3   | 西幕下4枚目 3–3       | 西幕下12枚目 3–3        | 西幕下12枚目 2–4 |
| 1929年 （昭和4年） | 東幕下18枚目 –     | 東幕下18枚目 –        | 東幕下9枚目 3–3         | 東幕下9枚目 3–3  |
| 1930年 （昭和5年） | 東幕下10枚目 3–3   | 東幕下10枚目 優勝 7–1 | 東十両9枚目 5–6         | 東十両9枚目 2–9  |
| 1931年 （昭和6年） | 西幕下2枚目 3–3    | 西幕下2枚目 2–4       | 西幕下8枚目 1–5         | 西幕下8枚目 3–3  |
| 1932年 （昭和7年） | 東幕下8枚目 4–4    | 東幕下8枚目 5–5       | 西幕下5枚目 7–4         | 西幕下5枚目 5–6  |
| 1933年 （昭和8年） | 西幕下3枚目 4–7    | x                     | 西幕下11枚目 引退 7–4–0 | x                |
| 各欄の数字は、「勝ち-負け-休場」を示す。 優勝 引退 休場 十両 幕下 三賞：敢=敢闘賞、殊=殊勲賞、技=技能賞 その他：★=金星 番付階級：幕内 - 十両 - 幕下 - 三段目 - 序二段 - 序ノ口 幕内序列：横綱 - 大関 - 関脇 - 小結 - 前頭（「#数字」は各位内の序列） |                    |                       |                         |                  |

- 幕下以下の地位は小島貞二コレクションの番付実物画像による。

## 改名
- 弥彦山 国蔵（三段目以下在位時の番付上の表記は略字的に「弥彦山 国三」） - 1917年5月場所 - 1923年5月場所
- 弥彦山 国栄 (下の名前が「國栄」と表記された番付あり)- 1924年1月場所 - 1926年1月場所
- 開心 栄 - 1926年5月場所 - 1933年5月場所